# Ian Hill
Ian Frank Hill (ur. 20 stycznia 1951 w West Bromwich) – angielski muzyk rockowy, basista i jeden z założycieli heavymetalowej grupy Judas Priest.
Urodził się w West Bromwich. Hill nauczył się gry na gitarze basowej od jego ojca, basisty w lokalnej grupie jazzowej. Hill jest znany z grania solidnych i rytmicznych partii basowych, które są idealnym tłem dla gitary K.K. Downinga, Glenna Tiptona oraz śpiewu Roba Halforda.

## Instrumentarium
- Spector Euro4 LX IH Ian Hill Signature Bass Guitar[2]

## Filmografia
| Tytuł                                                            | Rok  | Rola        | Uwagi                                          | Źródło |
| ---------------------------------------------------------------- | ---- | ----------- | ---------------------------------------------- | ------ |
| "Dream Deceivers: The Story Behind James Vance vs. Judas Priest" | 1992 | jako on sam | film dokumentalny, reżyseria: David Van Taylor | [ 3 ]  |